# Raúl Arévalo
Raúl Arévalo Zorzo (Móstoles, 1979. november 22. –) többszörös Goya-díjas spanyol színész, filmrendező és forgatókönyvíró.

## Élete és pályafutása
1979. november 22-én született a Madrid tartományban fekvő Móstolesben.
Első fontosabb filmszerepe a 2006-os Sötétkékmajdnemfekete című filmdrámában volt. A 2000-es évek során a Hét francia biliárdasztal (2007) férfi mellékszereplőjeként, majd a 2008-as Vak napraforgók című filmdráma főszereplőjeként jelölték Goya-díjakra. Az elismerést végül egy filmvígjáték-dráma, a Kövéren szép az élet (2009) hozta el számára. Ezt követően a Laza esküvő (2011) mellékszerepével és a Mocsárvidék (2015) című misztikus film főszerepével volt esélyes a rangos spanyol filmdíjra.
Egyéb filmjei közé tartozik a Szeretők, utazók (2013) és a Meglopni egy tolvajt (2016).
2016-ban debütált rendezőként Késő harag című thrillerjével: a filmmel a legjobb új rendezőnek és a legjobb eredeti forgatókönyvnek járó Goya-díjakat kapta meg.

## Filmográfia

### Film
| Év   | Magyar cím                      | Eredeti cím                               | Szerep                     | Magyar hang     |
| ---- | ------------------------------- | ----------------------------------------- | -------------------------- | --------------- |
| 2003 |                                 | Los abajo firmantes                       | pincér a hotelben          |                 |
| 2004 | Dolgok, amelyekért érdemes élni | Cosas que hacen que la vida valga la pena | kereskedő                  |                 |
| 2006 | Sötétkékmajdnemfekete           | Azuloscurocasinegro                       | Israel                     |                 |
| 2006 | Forró zápor                     | El camino de los ingleses                 | Babirusa                   | Markovics Tamás |
| 2006 |                                 | ¿Por qué se frotan las patitas?           | Utrera                     |                 |
| 2007 | Kívánj valamit!                 | Tocar el cielo                            | Fidel                      |                 |
| 2007 | Hét francia biliárdasztal       | Siete mesas de billar francés             | Fele                       |                 |
| 2008 | 8 randi                         | 8 citas                                   | Jesús                      |                 |
| 2008 | Che                             | Che                                       | foglyul ejtett katona      |                 |
| 2008 | Vak napraforgók                 | Los girasoles ciegos                      | Salvador                   |                 |
| 2008 | A börtön udvarán                | El patio de mi cárcel                     | költő                      |                 |
| 2009 | Kövéren szép az élet            | Gordos                                    | Álex                       |                 |
| 2010 | Egy őrült szerelem balladája    | Balada triste de trompeta                 | Carlos                     |                 |
| 2010 | Ismeretlen föld                 | También la lluvia                         | Juan / Montesinos          |                 |
| 2011 | Laza esküvő                     | Primos                                    | Julián                     |                 |
| 2012 | Szellemsuli                     | Promoción fantasma                        | Modesto                    |                 |
| 2013 | Szeretők, utazók                | Los amantes pasajeros                     | Ulloa                      | Hujber Ferenc   |
| 2013 | Csókok és gólok                 | La gran familia española                  | pincér                     |                 |
| 2014 |                                 | La vida inesperada                        | Jorge                      |                 |
| 2014 | Mocsárvidék                     | La isla mínima                            | Pedro Suárez               | Rába Roland     |
| 2014 |                                 | Negociador                                | Rafa                       |                 |
| 2014 |                                 | Murieron por encima de sus posibilidades  | Miguel                     |                 |
| 2014 |                                 | El club de los incomprendidos             | Martín                     |                 |
| 2015 |                                 | Las ovejas no pierden el tren             | Alberto                    |                 |
| 2015 |                                 | Hablar                                    | El Cordero                 |                 |
| 2016 | Meglopni egy tolvajt            | Cien años de perdón                       | Ferrán                     | Horváth Illés   |
| 2016 | Késő harag                      | Tarde para la ira                         | rendező és forgatókönyvíró | –               |
| 2017 |                                 | Oro                                       | Martín Dávila              |                 |
| 2018 |                                 | El aviso                                  | Jon                        |                 |
| 2018 |                                 | Memorias de un hombre en pijama           | Paco (hangja)              |                 |
| 2018 |                                 | Mi obra maestra                           | Alex                       |                 |
| 2018 |                                 | Ola de crímenes                           | taxisofőr                  |                 |
| 2019 | Fájdalom és dicsőség            | Dolor y gloria                            | Venancio                   | Dózsa Zoltán    |
| 2019 |                                 | El plan                                   | Andrade                    |                 |
| 2020 | Egy döntés súlya                | Black Beach                               | Carlos                     |                 |
| 2020 |                                 | Los europeos                              | Miguel Alonso              |                 |
| 2021 | Ahol kettőnek van hely…         | Donde caben dos                           | Jaime                      |                 |
| 2021 |                                 | El lodo                                   | Ricardo                    |                 |
| 2022 |                                 | Voy a pasármelo bien                      | David                      |                 |
| 2024 | A szomszéd szoba                | La habitación de al lado                  | Bernardo, spanyol pap      |                 |
| 2025 |                                 | El cielo de los animales                  | Diego                      |                 |

### Televízió
| Év        | Magyar cím          | Eredeti cím                      | Szerep               | Megjegyzések           |
| --------- | ------------------- | -------------------------------- | -------------------- | ---------------------- |
| 2001–2002 |                     | Compañeros                       | Carlos Medina        | főszereplő (8–9. évad) |
| 2003      |                     | Hospital Central                 | Manolo Téllez        | 1 epizód               |
| 2003–2004 |                     | Cuéntame cómo pasó               | Basilio              | 3 epizód               |
| 2004      |                     | La sopa boba                     | Jimmy                | 6 epizód               |
| 2005      |                     | Motivos personales               | Marisa Pons testvére | 1 epizód               |
| 2006      | Pokoli elmék        | Génesis: en la mente del asesino | Guillermo García     | 1 epizód               |
| 2008      |                     | Soy el solitario                 | Carlos               | minisorozat (2 epizód) |
| 2010      |                     | Aída                             | Charly               | 1 epizód               |
| 2012–2014 |                     | Con el culo al aire              | Jorge Ruiz           | főszereplő             |
| 2013–2014 | Öltések közt az idő | El tiempo entre costuras         | Ignacio              | 5 epizód               |
| 2015      | Velvet Divatház     | Velvet                           | Víctor               | 8 epizód               |
| 2016      |                     | La embajada                      | Eduardo Marañón      | főszereplő             |
| 2018      |                     | El Continental                   | Andrés               | 2 epizód               |
| 2020      |                     | Antidisturbios                   | Diego López Rodero   | főszereplő (6 epizód)  |
| 2021      |                     | Historias para no dormir         | Javier               | 1 epizód               |
| 2022      |                     | Santo                            | Miguel Millán        | 6 epizód               |
| 2024      | Az Asunta-ügy       | El caso Asunta                   | Juan Guillán         | minisorozat (3 epizód) |

## Fontosabb díjak és jelölések
| Díj      | Kategória                    | Jelölt mű                        | Átadó éve | Eredmény |
| -------- | ---------------------------- | -------------------------------- | --------- | -------- |
| Goya-díj | legjobb férfi mellékszereplő | Hét francia biliárdasztal (2007) | 2008      | Jelölve  |
| Goya-díj | legjobb férfi főszereplő     | Vak napraforgók (2008)           | 2009      | Jelölve  |
| Goya-díj | legjobb férfi mellékszereplő | Kövéren szép az élet (2009)      | 2010      | Elnyerte |
| Goya-díj | legjobb férfi mellékszereplő | Laza esküvő (2011)               | 2012      | Jelölve  |
| Goya-díj | legjobb férfi főszereplő     | Mocsárvidék (2014)               | 2015      | Jelölve  |
| Goya-díj | legjobb új rendező           | Késő harag (2016)                | 2017      | Elnyerte |
| Goya-díj | legjobb eredeti forgatókönyv | Késő harag (2016)                | 2017      | Elnyerte |

## Fordítás
- Ez a szócikk részben vagy egészben  a   Raúl Arévalo című angol Wikipédia-szócikk ezen változatának fordításán alapul.  Az eredeti cikk szerkesztőit annak laptörténete sorolja fel. Ez a jelzés csupán a megfogalmazás eredetét és a szerzői jogokat jelzi, nem szolgál a cikkben szereplő információk forrásmegjelöléseként.